# Черкаси
Черкаси (укр. Черка́си) град је у Украјини, удаљен 156 км од Кијева, и административни центар Черкашке области. Черкаси је регионални центар централне Украјине, индустријски центар централног економског округа, а уједно је и значајан културни и образовни центар. Раст града, а посебно након добијања статуса регионалног центра, довео је до трансформације у велики индустријски и културни центар. Према процени из 2012. у граду је живело 286.163 становника.
Черкаси се налази на десној обали Кременчугског воденог резервора (једне од шест речних акумулација, колико их има на реци Дњепар у Украјини). Административно, град је подељен на два градска округа - Придњепровски и Сосновски (укључујући и насеље Оршанец).

## Историја
Порекло имена „Черкаси“ остаје нерешено до данас. Име града је у директној вези са Черкасима (назив за украјинске козаке). Име први пут помиње 1245. године Италијан Плано Карпини. Током 14. века био је утврђење литванског принца Витовта, када је и зарадио надимак „црно слово”.

## Становништво
Према процени, у граду је 2012. живело 286.163 становника.
| 1979.   | 1989.   | 2001.   | 2012.   |
| ------- | ------- | ------- | ------- |
| 228.197 | 290.340 | 295.414 | 286.163 |

## Култура
У граду постоји драмско позориште под називом „Т. Шевченко“, неколико биоскопа и филхармонија.

## Образовање
У граду је 1880. године отворена мушка гимназија. Данас град има 38 средњих школа, 21 основну школу, 8 специјалних школа, 3 средње школе, 2 лицеја (физика и математика и хуманистичке науке и право), Колегијум „Берегиња, 3 приватне школе и 8 стручних школа, од којих је једна виша уметничка. У граду се такође налазе 7 техничких школа и факултета, 7 института, 9 универзитета (углавном филијале универзитета из других градова) и 3 академије.

## Саобраћај
Кроз град пролазе два главна ауто-пута - Н16 Умањ-Золотоноша (национални ниво) и Р10 Кијев-Кременчуг (регионални). У непосредној близини града налази се међународни аеродром Черкаси.

### Градски превоз
Превоз путника у граду врши се градским аутобусима, тролејбусима, као и такси возилима.

## Индустрија
У граду се налази фабрика КИА возила.

## Градови пријатељи
- Сомбор
- Бидгошч
- Санта Роса
- Перм
- Сумгајит